# Jorat-Mézières
Pour les articles homonymes, voir Jorat (homonymie) et Mézières.
Jorat-Mézières est une commune suisse du canton de Vaud, située dans le district de Lavaux-Oron.

## Histoire
Le 30 novembre 2014, les communes de Mézières, Carrouge et Ferlens décident de fusionner sous le nom de Jorat-Mézières. Cette fusion est entrée en vigueur le 1er juillet 2016. Le tableau suivant présente les résultats du vote dans chaque commune :
| Commune  | oui | non | taux d'approbation |
| -------- | --- | --- | ------------------ |
| Carrouge | 305 | 153 | 66,6 %             |
| Ferlens  | 114 | 82  | 58,2 %             |
| Mézières | 321 | 167 | 65,8 %             |
| Total    | 740 | 402 | 64,8 %             |

La commune voit officiellement le jour le 1er juillet 2016.